# Guichenotia
Guichenotia  es un género de plantas con flores con 16 especies perteneciente a la familia de las  Malvaceae. Es originario de Australia. El género fue descrito por Jacques Etienne Gay y publicado en Mémoires du Muséum d'Histoire Naturelle 7: 448, en el año 1821. La especie tipo es Guichenotia ledifolia J.Gay.

## Descripción
Son arbustos con las hojas bien desarrolladas. Las plantas con raíces, no suculentas. Las hojas caulinares, alcanza los 0,5 a 2 m de altura. Las hojas  con estípulas persistentes y con los márgenes enteros. 

## Especies
- Guichenotia alba Keighery
- Guichenotia angustifolia (Turcz.) Druce
- Guichenotia apetala A.S.George
- Guichenotia asteriskos C.F.Wilkins
- Guichenotia astropletha C.F.Wilkins
- Guichenotia basivirida C.F.Wilkins
- Guichenotia glandulosa C.F.Wilkins
- Guichenotia impudica C.F.Wilkins
- Guichenotia intermedia C.F.Wilkins
- Guichenotia ledifolia J.Gay
- Guichenotia macrantha Turcz.
- Guichenotia micrantha (Steetz) Benth.
- Guichenotia quasicalva C.F.Wilkins
- Guichenotia sarotes Benth.
- Guichenotia seorsiflora C.F.Wilkins
- Guichenotia tuberculata C.F.Wilkins